# Naučná stezka Přírodní památka Turkov
Naučná stezka Přírodní památka Turkov se nachází v přírodní památce Turkov na území městských obvodů Třebovice, Martinov a Poruba ve městě Ostrava v okrese Ostrava-město. Nachází se také pravém břehu řeky Opava, nedaleko nádraží Ostrava-Třebovice, v geomorfologickém celku Ostravská pánev v Moravskoslezském kraji a v Horním Slezsku.

## Historie a popis
Naučná stezka Přírodní památka Turkov vznikla v roce 2009 a má délku 0,5 km. Trasa se 4 zastaveními a 4 informačními panely vede mokřadním územím bývalých rybníků a lužního lesa. Stezku zřídilo občanské sdružení Ekolyceum a podpořila ji nadace Via Vitae. Na tvorbě informačních panelů se podílel ostravský výtvarník a zoolog Ludvík Kunc, výtvarník Michal Žižka, botanička Zdenka Prymusová a  entomolog Jiří Stanovský.

## Další informace
Stezka je celoročně volně přístupná.